# 胡博渊
胡博渊（1888年6月22日—1975年10月21日），字铁先，别号维庼，江苏武进人，中国教育家。

## 生平
1905年，考入唐山路矿学堂，1910年，考取清华庚子赔款官费留美，次年到麻省理工学院专攻矿冶，1917年毕业，转入匹兹堡大学深造。1919年春回国，先后任北京龙烟铁矿公司、湖北大冶铁矿工程师。1928年3月任农矿部矿业司司长，12月改任矿政司司长。1934年任南京中央大学教授，兼任实业部技正。1938年2月任经济部技监，10月任技正。1942年1月起，担任国立交通大学贵州分校主任，同年7月起任校长至1943年8月，期间因克扣教职工薪水造成教授罢教事件。1949年前往台湾，任国立编译馆董事，兼任台湾铜铁厂及工矿公司技术顾问。1951年赴美，任教于哥伦比亚大学矿冶学院。1956年任新加坡南洋大学理工学院院长，翌年转任马来西亚大学工学院客座教授，1964年退休后居于新加坡龙山寺。1975年10月21日中风逝世。著有《中国工业自给计划》、《晓晴斋散记》。